# Salvador (film)
Salvador è un film del 1986, diretto da Oliver Stone e interpretato da James Woods e James Belushi.

## Trama
Nel 1980 Richard Boyle, un reporter di guerra originario di San Francisco, in cerca di uno scoop per risollevare la propria carriera sull'orlo del fallimento, decide di recarsi in El Salvador per fare un reportage sulla tremenda guerra civile che sta mietendo migliaia di vittime. Inizialmente Richard si dimostra cinico e altamente disinteressato ai problemi del paese e concentrato solo sull'opportunità di speculare tramite il proprio servizio scandalistico, ma a mano a mano che il conflitto procede Richard sviluppa un enorme senso di compassione per ogni vittima di questo conflitto, coinvolgendosi infine in prima persona per aiutare qualcuno a fuggire da questo inferno.

## Accoglienza
Il film fu acclamato dalla critica e vinse numerosi premi; è considerato uno dei migliori film mai girati sulle guerre civili che hanno sconvolto l'America latina e l'America centrale dagli anni settanta. Su Rotten Tomatoes il film ha una valutazione stabilmente sopra il 90% di recensioni positive.
Nonostante i premi e le recensioni entusiastiche il film si rivelò poco proficuo ai botteghini, incassando negli USA appena 1,5 milioni di dollari (a fronte di una spesa di 4,5 milioni)
Il film ottenne anche due candidature all'Oscar per l'attore protagonista (Woods) e per la sceneggiatura originale (Stone e Boyle), ma non si aggiudicò nessuna delle due statuette, tuttavia Stone quell'anno vinse il premio come miglior regista per Platoon.

## Riconoscimenti
- 1987 - Independent Spirit Award
  - Miglior attore protagonista (James Woods)
- 1987 - Kansas City Film Critics Circle
  - Miglior film
  - Miglior regista